# Ne játssz a tűzzel
A Ne játssz a tűzzel (eredeti cím: Playing with Fire) 2019-ben bemutatott amerikai családi filmvígjáték, amelyet Dan Ewen és Matt Lieberman forgatókönyvéből Andy Fickman rendezett. A főbb szerepekben John Cena, Keegan-Michael Key, John Leguizamo, Brianna Hildebrand és Dennis Haysbert láthatók.
Az Amerikai Egyesült Államokban 2019. november 8-án debütált a Paramount Pictures forgalmazásában, Magyarországon 2020. január 30-án mutatták be a mozikban.

## Rövid történet
Egy ejtőernyős tűzoltócsoport tagjainak három gyerekre kell átmenetileg felügyelniük, miután kimentették őket egy égő hétvégi házból.

## Cselekmény
Jake Carson (John Cena) helyi tűzoltóparancsnok egy kis bázison, ami Kalifornia távoli erdei területein található. Ő a „füstugrók” (ejtőernyős tűzoltók) parancsnoka. Carsont büszkeséggel tölti el, hogy ugyanazt a munkát végezheti, mint az apja, veszélyes helyzetekre vállalkozva, hogy a csapatával együtt civileket mentsen meg. Csapatának tagja a túlzottan lojális Mark Rogers (Keegan-Michael Key), az idegbeteg, neurotikus Rodrigo Torres, aki könnyen sírva fakad (John Leguizamo) és a nagydarab, (szinte) néma Fejsze (Tyler Mane), aki mindenhová magával viszi ezüstszínű tűzoltó baltáját.
Miután három gyereket megmentenek egy égő hétvégi házból, Carson kapcsolatba lép a parancsnokával, Richards-szal (Dennis Haysbert), akinek a helyére szeretne pályázni, ha Richards esetleg nyugdíjba menne. Richards dicséri Carson munkáját, és kinevezi őt a helyettesévé, ami Carson álommunkája volt mindig is.
A három különböző korú gyerek igen sok feladatot ad a füstugróknak, mert egy törvény értelmében nekik kell a biztonságos elhelyezésükről gondoskodniuk, amíg a szüleik vagy nevelőjük át nem veszi ezt a feladatot. A három gyereknek azonban nincsenek szülei.

## Szereplők
| Szereplő                                  | Színész            | Magyar hang       |
| ----------------------------------------- | ------------------ | ----------------- |
| Jake "Supe" Carson, parancsnok            | John Cena          | Bognár Tamás      |
| Mark Rogers                               | Keegan-Michael Key | Zámbori Soma      |
| Rodrigo Torres                            | John Leguizamo     | Rajkai Zoltán     |
| Fejsze                                    | Tyler Mane         | Bercsényi Péter   |
| Brynn, Will és Zoey nővére                | Brianna Hildebrand | Staub Viktória    |
| Will, Brynn és Zoey testvére              | Christian Convery  | Epres Márton      |
| Zoey, Brynn és Will húga                  | Finley Rose Slater | Fehérvári Júlia   |
| Richards parancsnok, Carson feljebbvalója | Dennis Haysbert    | Papp János        |
| Dr. Amy Hicks                             | Judy Greer         | Huszárik Kata     |
| Patty                                     | Lynda Boyd         | Csere Ágnes       |
| Mefisztulész                              | Laurie Davidson    | Dér Zsolt         |
| Kisfiú                                    | Nova Ryzen Smith   | Mayer Marcell     |
| Shana                                     | Shelby Wulfert     | Sipos Eszter Anna |

## A film készítése
A filmet 2018 októberében jelentették be, főszereplője John Cena lett. A következő hónapban Andy Fickmant választották filmrendezőnek.
2019 januárjában Brianna Hildebrand, Judy Greer, Keegan-Michael Key, Edoardo Carfora, Christian Convery és John Leguizamo csatlakozott a szerepgárdához. Rob Gronkowskinak szerepet kínáltak a filmben, ám ez ütemezési konfliktusok miatt elmaradt.
A film forgatása 2019. február 4-én kezdődött Burnaby-ban (Brit Columbia) és március 29-én fejeződött be.